# Klappe auf
Klappe auf ist ein seit Herbst 1984 erscheinendes Stadtmagazin mit kulturellem Schwerpunkt, das einmal monatlich zu Monatsbeginn im Großraum Karlsruhe erscheint und kostenlos vertrieben wird. Die Auflage beträgt 20.000 Exemplare und wurde bis 2012 IVW geprüft. Es hat in der Regel einen Umfang zwischen 66 und 72 Seiten.
Obwohl sich Klappe auf nur über Anzeigen finanziert, enthält es neben dem Veranstaltungskalender auch einen umfangreichen redaktionellen Teil, in dem in längeren Textpassagen und mit redaktioneller Bebilderung kritisch über tagespolitische Ereignisse aus der Region berichtet wird. Daneben gibt es Rubriken für Film und Theater, Literatur und Lesungen, moderne und klassische Musik und aktuelle Kunstausstellungen. Unter der badisch-mundartlichen Rubrik „Eventle“ finden sich Beiträge zum Karlsruher Nachtleben, zur Comedy- und Club-Szene und zu weiteren Veranstaltungen im Bereich der regionalen Kleinkunst- und Subkultur.
Der Vertrieb erfolgt über Auslage in Szene-Kneipen, Galerien, Schreibwaren- und Buchhandlungen, Universitäten und Hochschulen.